# Виньош (Пезу-да-Регуа)
Виньош (порт. Vinhós) — район (фрегезия) в Португалии, входит в округ Вила-Реал. Является составной частью муниципалитета Пезу-да-Регуа. По старому административному делению входил в провинцию Траз-уж-Монтиш и Алту-Дору. Входит в экономико-статистический субрегион Доуру, который входит в Северный регион. Население составляет 551 человек на 2001 год. Занимает площадь 8,47 км².